# Epureni, Botoșani
Epureni este un sat în comuna Ungureni, județul Botoșani. Prima mențiune despre acest sat este din 1590. Până în 1830, satul Epureni se afla pe locul numit „Siliște”. Datorită holerei ce a bântuit satul, locuitorii s-au mutat mai spre vest.
 Acest articol despre o localitate din județul Botoșani este deocamdată un ciot. Puteți ajuta Wikipedia prin completarea lui.